# Ангианли, Карлетт Браун
Карлетт Браун Ангианли (англ. Carlett Brown Angianlee, род. 1927) — ветеран ВМС США в 1950-х годах, которая, если она добралась до Европы, была первой афроамериканкой, подвергшейся хирургической коррекции пола.

## Биография
Ангианли родилась в Питтсбурге около 1927 года и при рождении была названа Чарльзом Брауном. Она поступила на службу в военно-морской флот в 1950 году, чтобы иметь возможность пройти лечение от ректального и носового кровотечения. Во время службы, в больнице в Филадельфии, ей поставили диагноз, который был сформулирован как «серьезное психическое заболевание», из-за того что она хотела быть женщиной. Медицинские обследования также привели к обнаружению у неё «женских желез», что означало, что Карлетт была интерсексом. Не согласившись с рекомендациями врача удалить эти железы хирургическим путем, Карлетт решила вместо этого прибегнуть к хирургической коррекции пола.
Ангианли начала писать хирургам в Германии, Дании и Югославии, чтобы узнать о возможности провести такую операцию. Врач из Дании, Кристиан Гамбургер, ответил, что ей необходимо гражданство Дании, чтобы иметь возможность прооперироваться у него. Она написала министру юстиции Западной Германии Томасу Дехлеру, и ей ответили то же самое. В какой-то момент она договорилась получить гражданство Германии и провести коррекцию пола в Бонне, начиная с инъекций кортизона и гормонов. Часть ее желания стать женщиной проистекала из ее желания жениться на сержанте Юджине Мартине, который в то время находился в Германии. Заявив об отношениях с мужчиной, длившихся два с половиной года, она сказала, что «мы поженимся, как только я законно стану женщиной». Уволившись со службы в военно-морском флоте, она переехала в Бостон, где зарабатывала на жизнь, работая танцовщицей и продавая свою кровь и плазму.
В период с 18 по 25 июня 1953 года Ангианли законно изменила свое имя на Карлетт Браун Ангианли. Она отказалась от своего американского гражданства и планировала отплыть в Европу 2 августа. Оказавшись там, она запланировала встречи с врачами, чтобы начать свой переход. Месяц спустя Агианли приняла решение отложить поездку, чтобы пройти подтяжку лица в Нью-Йорке у врача Джорджа Дж. Б. Вайса. В течение следующего месяца правительство США приказало ей не покидать страну до тех пор, пока она не заплатит 1200 долларов в качестве налоговых сборов. Чтобы заработать больше денег, и иметь возможность оплатить налоговые сборы, она устроилась работать в Университет штата Айова. Далее о её судьбе ничего не известно, как и неизвестно, добралась ли она до Европы.